# 黒部市立生地小学校
黒部市立生地小学校（くろべしりつ いくじしょうがっこう）は、富山県黒部市にある公立小学校。黒部漁港の脇に立地する。

## 沿革
個別に出典が提示されていない箇所の出典→
- 1873年（明治6年）6月11日、地区内の個人宅で「精神小学校」の名称で開校[1]。
- 1876年（明治9年）4月 - 後に町役場敷地となる民家を買い上げ教授開始。
- 1888年（明治20年）4月 - 簡易小学校となる。
- 1892年（明治25年）4月 - 精神尋常小学校と改称。
- 1895年（明治28年）4月 - 生地尋常小学校と改称。
- 1905年（明治38年）4月 - 生徒数の増加、民家の不便などから、現在地に新校舎を建設。同時に4年制高等科を併設。
- 1907年（明治40年）1月 - 雨天体操場完成（1910年〔明治43年〕1月に強風のた倒潰）。
- 1908年（明治41年）4月 - 6ヶ年の義務教育を実施し、2年制の高等科を併設。
- 1913年（大正2年） - 校門新築、運動機器の据付、校舎増築工事完了。
- 1934年（昭和9年）7月 - 校舎を改築し、富山県下でも稀な講堂完成。尊徳像の建立。
- 1941年（昭和16年）4月 - 生地町立生地国民学校と改称。
- 1944年（昭和19年）8月27日 - 東京都蒲田区南蒲原国民学校5年生68名を集団疎開。本校にて学習。
- 1947年（昭和22年）4月 - 生地小学校と改称。
- 1954年（昭和29年）4月 - 黒部市立生地小学校となる。
- 1956年（昭和31年）4月 - 二宮金次郎復元銅像を寄附。
- 1963年（昭和38年）6月 - 校旗制定、幼児学級新設（1968年〔昭和43年〕4月に黒部市立生地幼稚園として独立）。
- 1967年（昭和42年）5月 - 鉄筋校舎第1期工事完成。
- 1968年（昭和43年）3月 - 鉄筋校舎第2期工事完成。
- 1970年（昭和45年）3月、生地小学校完成[4]。同年11月に鉄筋校舎建築記念祭を挙行。
- 1972年（昭和47年）3月 - 旧校舎の礎石に『精神校』の彫刻碑を設置。
- 1988年（昭和63年）3月 - 旧講堂敷地に体育館完成。
- 2023年（令和5年）6月、創立150周年記念式典が行われる[1]。

## 通学区域
生地(全域)、村椿(飯沢の一部、吉田の一部)、大布施(中新の一部)

## 進学先
- 黒部市立清明中学校

## 著名な出身者
- 武隈義一（黒部市長、元厚生労働省石川労働局長）
- 湯上谷竑志（元プロ野球選手）